# Clementina (Vorname)
Clementina ist ein weiblicher Vorname. Die männliche Form des Namens ist Clemens.

## Herkunft
Der Name ist von lateinisch clemens abgeleitet, was sanftmütig, mild, nachsichtig, gnädig bedeutet.

## Namenstag
Namenstag ist der 21. Oktober zu Ehren der Heiligen Clementine, eine der Gefährtinnen der Heiligen Ursula von Köln.

## Varianten
- deutsch: Clementine, Klementine
- englisch: Clementine
- französisch: Clémence, Clémentine, Clementine
- italienisch: Clementia
- kroatisch: Klementina (Kurzform: Ina)
- polnisch: Klemencja, Klementyna
- Kurzformen: Mentina, Tina

## Bekannte Namensträgerinnen
- Clementina Carneiro de Moura (1898–1992), portugiesische Malerin
- Clementina Díaz y de Ovando (1916–2012), mexikanische Autorin
- Clementina Gilly (1858–1942), italienische Dichterin
- Clementina Maude, Viscountess Hawarden (1822–1865), britische Fotografin
- Cleo Laine (Clementina Dinah Campbell; 1927–2025), britische Sängerin
- Maria Clementina Sobieska (1702–1735), polnische Prinzessin

### Clementia
- Clementia von Zähringen († um 1167), Ehefrau Heinrichs des Löwen
- Clementia Egies (1911–1993), deutsche Schauspielerin
- Clementia Killewald (1954–2016), deutsche Äbtissin

### Klementina
- Tina Maze (Klementina Maze; * 1983), slowenische Skirennläuferin